# Constantin Poenaru
Constantin Poenaru (n. 8 aprilie 1842, București – d. 20 iunie 1912, București) a fost un politician și general român. 
Între 1862-1866 urmează la Paris cursurile Școlii Imperiale de Stat-Major.
În 1876 este ridicat la rangul de locotenent-colonel.
În timpul războiului de la 1877 se remarcă în acțiunile militare întreprinse împotriva redutelor “Grivița 2” (conduce coloana de atac asupra acestui obiectiv militar), Plevna și Vidin.
Între 1887-1888, colonelul Constantin Poenaru a condus Depozitul Științific de Război.
A fost director al Școlii de artilerie și geniu și a predat în cadrul Școlii Superioare de Război (1889). 
În anul 1893 este înaintat la gradul de General de Brigada.
În perioada 12 iunie 1894 - 3 octombrie 1895 a deținut funcția de Ministru de Război.
A condus Corpul 1 a Armatei Romane (1897-1899) și a fost Șef al Statului Major General al Armatei.
În anul 1901 se retrage din armată din motive medicale.
Un regiment de geniu din Armata României este numit în cinstea lui.